# ジョン・ダンクス
ジョン・ウィリアム・ダンクス（John William Danks, 1985年4月15日 - ）は、アメリカ合衆国・テキサス州オースティン出身の元プロ野球選手（投手）。左投左打。
実弟のジョーダンもプロ野球選手（外野手）で、2008年にMLBドラフト7巡目でホワイトソックスに入団。2012年から3年間、一緒にプレーしている。

## 経歴

### プロ入りとレンジャーズ傘下時代
2003年にラウンドロック高校を卒業し、テキサス州の最優秀選手に選出された。同年のMLBドラフト1巡目（全体9位）でテキサス・レンジャーズから指名され、プロ入り。

### ホワイトソックス時代
2006年12月23日にブランドン・マッカーシー、デビッド・パイサーノとのトレードで、ニック・マセット、ジェイク・ラズナーと共にシカゴ・ホワイトソックスへ移籍。
2007年はチームの若手有望株として先発5番手を務め、前半戦は5勝6敗、防御率4.62だったが、後半戦は1勝7敗、防御率7.11と大幅に成績が低下し、9月は疲労も考慮されて1試合の登板に終わった。結局この年は6勝13敗で防御率5.50という成績だった。
2008年もホワイトソックスはダンクスを先発要員として起用し、この年は何度か5回までを無安打に抑えるなど活躍を見せ、33試合に先発登板して12勝9敗、アメリカンリーグ5位となる防御率3.32を記録した。投球回も200回にわずかに及ばなかったものの195.0回を投げた。ワンゲーム・プレーオフとなったミネソタ・ツインズ戦では8回を2安打無失点に抑える活躍でチームをポストシーズンへ導いた。
2011年オフにFAとなるも、5年契約総額6500万ドルで残留した。
2012年は開幕投手を務めた。5月25日に左肩の痛みにより15日間の故障者リスト入りした。しかし、状態は思わしくなく8月6日に手術を行い、シーズンを終えた。
2013年8月25日のレンジャーズ戦では、ジョンが先発登板した試合で、ジョーダンが先制本塁打を放ちそれが勝利に結びつきジョンが勝ち投手となった。兄弟同士で先制本塁打と勝ち投手を記録したのは、1955年6月15日のビリー・シャンツとボビー・シャンツ（当時カンザスシティ・アスレチックス所属）以来の出来事だった。同年は22試合に先発登板したが、4勝14敗、防御率4.75で10の負け越しを喫するなど、2年連続で芳しくないシーズンを過ごした。
2014年は、シーズン通じて先発ローテーションに入り32試合に先発登板した。防御率こそ2年連続で4.70台に終わったが、3年ぶりに規定投球回に到達し、4年ぶりの2桁勝利を記録するなど、一定の復活を果たしたシーズンとなった。
2015年も先発ローテーションに入って投げ、2年連続で規定投球回に達した。防御率・WHIP・FIP等は前年とさほど変わらない数値だったが、勝ち運に見放され、7勝15敗と大きく負け越した。
2016年も開幕から4試合に先発登板して0勝4敗、防御率7.25と振るわず、5月3日にDFAとなった後、13日に放出された。

### ホワイトソックス退団後
2016年12月13日にアトランタ・ブレーブスとマイナー契約を結んだ。契約には2017年のメジャーのスプリングトレーニングに招待選手として参加できる権利が盛り込まれたが、2017年3月20日に自由契約となった。

## 詳細情報

### 年度別投手成績
| 年 度     | 球 団     | 登 板 | 先 発 | 完 投 | 完 封 | 無 四 球 | 勝 利 | 敗 戦 | セ 丨 ブ | ホ 丨 ル ド | 勝 率 | 打 者 | 投 球 回 | 被 安 打 | 被 本 塁 打 | 与 四 球 | 敬 遠 | 与 死 球 | 奪 三 振 | 暴 投 | ボ 丨 ク | 失 点 | 自 責 点 | 防 御 率 | W H I P |
| --------- | --------- | ----- | ----- | ----- | ----- | -------- | ----- | ----- | -------- | ----------- | ----- | ----- | -------- | -------- | ----------- | -------- | ----- | -------- | -------- | ----- | -------- | ----- | -------- | -------- | ------- |
| 2007      | CWS       | 26    | 26    | 0     | 0     | 0        | 6     | 13    | 0        | 0           | .316  | 622   | 139.0    | 160      | 28          | 54       | 4     | 4        | 109      | 3     | 0        | 92    | 85       | 5.50     | 1.54    |
| 2008      | CWS       | 33    | 33    | 0     | 0     | 0        | 12    | 9     | 0        | 0           | .571  | 804   | 195.0    | 182      | 15          | 57       | 1     | 4        | 159      | 7     | 0        | 74    | 72       | 3.32     | 1.23    |
| 2009      | CWS       | 32    | 32    | 1     | 0     | 0        | 13    | 11    | 0        | 0           | .542  | 839   | 200.1    | 184      | 28          | 73       | 1     | 5        | 149      | 1     | 0        | 89    | 84       | 3.77     | 1.28    |
| 2010      | CWS       | 32    | 32    | 1     | 1     | 1        | 15    | 11    | 0        | 0           | .577  | 878   | 213.0    | 189      | 18          | 70       | 2     | 4        | 162      | 2     | 1        | 93    | 88       | 3.72     | 1.22    |
| 2011      | CWS       | 27    | 27    | 2     | 1     | 0        | 8     | 12    | 0        | 0           | .400  | 728   | 170.1    | 182      | 19          | 46       | 5     | 7        | 135      | 6     | 0        | 89    | 82       | 4.33     | 1.34    |
| 2012      | CWS       | 9     | 9     | 0     | 0     | 0        | 3     | 4     | 0        | 0           | .429  | 238   | 53.2     | 57       | 7           | 23       | 0     | 1        | 30       | 5     | 0        | 35    | 34       | 5.70     | 1.49    |
| 2013      | CWS       | 22    | 22    | 0     | 0     | 0        | 4     | 14    | 0        | 0           | .222  | 583   | 138.1    | 151      | 28          | 27       | 0     | 4        | 89       | 3     | 0        | 81    | 73       | 4.75     | 1.29    |
| 2014      | CWS       | 32    | 32    | 0     | 0     | 0        | 11    | 11    | 0        | 0           | .500  | 855   | 193.2    | 205      | 25          | 74       | 1     | 9        | 129      | 7     | 0        | 106   | 102      | 4.74     | 1.44    |
| 2015      | CWS       | 30    | 30    | 2     | 1     | 0        | 7     | 15    | 0        | 0           | .318  | 768   | 177.2    | 195      | 24          | 56       | 1     | 3        | 124      | 8     | 1        | 104   | 93       | 4.71     | 1.41    |
| 2016      | CWS       | 4     | 4     | 0     | 0     | 0        | 0     | 4     | 0        | 0           | .000  | 100   | 22.1     | 28       | 5           | 11       | 0     | 0        | 16       | 1     | 0        | 20    | 18       | 7.25     | 1.75    |
| MLB：10年 | MLB：10年 | 247   | 247   | 6     | 3     | 1        | 79    | 104   | 0        | 0           | .432  | 6415  | 1503.1   | 1533     | 197         | 491      | 15    | 41       | 1102     | 43    | 2        | 783   | 731      | 4.38     | 1.35    |

### 年度別守備成績
| 年 度 | 球 団 | 投手（P） | 投手（P） | 投手（P） | 投手（P） | 投手（P） | 投手（P） |
| 年 度 | 球 団 | 試 合     | 刺 殺     | 補 殺     | 失 策     | 併 殺     | 守 備 率  |
| ----- | ----- | --------- | --------- | --------- | --------- | --------- | --------- |

### 記録
MiLB
- オールスター・フューチャーズゲーム選出：1回（2004年）

### 背番号
- 50（2007年 - 2016年）